# Eden (Rancore)
Eden è un singolo del rapper italiano Rancore, pubblicato il 5 febbraio 2020.

## Descrizione
Scritto dallo stesso Rancore e dal produttore Dardust, il brano è stato presentato al Festival di Sanremo 2020, segnando la prima partecipazione ufficiale del rapper alla kermesse musicale; in realtà aveva preso parte anche all'edizione precedente, seppur non accreditato, durante le performance di Daniele Silvestri con il brano Argentovivo. Riguardo al significato del testo, lo stesso rapper ha spiegato che il tutto è nato da un sogno:
Sebbene si sia classificato decimo al termine della manifestazione, Eden ha ricevuto il premio "Sergio Bardotti" per il miglior testo.
Nel 2022 il brano è stato in seguito incluso nella lista tracce del terzo album del rapper Xenoverso.

## Video musicale
Il video è stato reso disponibile il 6 febbraio 2020 attraverso il canale YouTube del rapper.

## Tracce
Download digitale
1. Eden (feat. Dardust) – 3:31 (Tarek Iurcich, Dario Faini)

7"
- Lato A

1. Eden (feat. Dardust) – 3:31 (Tarek Iurcich, Dario Faini)

- Lato B

1. Luce (feat. La Rappresentante di Lista) – 3:37 (Elisa Toffoli, Adelmo Fornaciari)

## Classifiche
| Classifica (2020) | Posizione massima |
| ----------------- | ----------------- |
| Italia            | 12                |